# 东冲水库
东冲水库是中国湖北省咸宁市通城县境内的一座水库，位于陆水支流铁柱港上游，建于1972年。水库正常库容为78万立方米，集雨面积为13.14平方千米，海拔为186米。